# Alfredo Costa (baritono)
Alfredo Costa (Roma, 1874 – Napoli, 1913) è stato un baritono italiano che ebbe una carriera internazionale attiva dal 1900 fino alla sua morte nel 1913 all'età di 39 anni.
Cantò in opere di lingua francese e italiana del XIX e inizio del XX secolo, esibendosi in tutte le province italiane e in Brasile, Cile, Francia, Portogallo, Ucraina e Stati Uniti d'America. La sua voce è ancora oggi ascoltabile dalle registrazioni fatte per Pathé Records nel 1908, e per Odeon Records e il grande magazzino Gath &amp; Chaves a Buenos Aires.

## Biografia
Inizialmente fece il fotografo insieme a suo padre Mariano nello studio di Fotografia Reale di Montabone. Iniziò la sua formazione musicale presso l'Accademia Nazionale di Santa Cecilia sotto Antonio Cotogni nel 1894. Nel 1900 debuttò come cantante lirico professionista nel ruolo di Renato in Un ballo in maschera di Giuseppe Verdi al Teatro Sociale di Pinerolo. Nello stesso anno interpretò Lescaut nella Manon di Jules Massenet al Teatro Nuovo di Mirandola.  Rimase attivo cantando in tutte le province italiane per il successivo decennio. Nel 1901 si esibì al Teatro dell'Opera di Roma nel ruolo di Alfio in Cavalleria rusticana e in quello di Silvio in Pagliacci, e cantò al Teatro Verdi di Sassari come Lotario in Mignon di Ambroise Thomas, De Siriex nella Fedora di Umberto Giordano e Rodolfo ne La bohème di Ruggero Leoncavallo. Quello stesso anno interpretò diversi ruoli sul palco del Teatro Metastasio di Prato, tra cui Alfio, Escamillo in Carmen e al Politeama Rossetti di Trieste; compreso Marcello in La bohème di Puccini e Valentin nel Faust di Charles Gounod.
Nel 1903 cantò per la prima volta al Teatro Massimo Bellini di Catania e al Teatro Carignano di Torino nel ruolo di Marcello. Nel 1904 debuttò al Teatro Lirico di Milano quale Michonnet nell'Adriana Lecouvreur di Francesco Cilea e vi continuò a cantare fino al 1906, interpretando Cascart in  Zazà di Leoncavallo, il conte in Aben di Francisco José Lopez, Elio in Chopin  di Giacomo Orefice, Gleby in Siberia di Umberto Giordano, Hermogenes in Manuel Menéndez di Lorenzo Filiasi e Tassilo nella Editha di Antonio Francesco Carbonieri. Nel 1905 interpretò il ruolo di Carlo Gérard in Andrea Chénier per il suo debutto al Teatro Grande di Brescia, e quello di Figaro ne Il barbiere di Siviglia di Gioachino Rossini per il suo debutto al Teatro di San Carlo a Napoli nel 1906.  Nel 1907 fu impegnato al Teatro Reinach di Parma dove apparve nei ruoli di Cascart e Silvio.  Nel 1908-1909 fu impegnato al Teatro Verdi di Padova, dove cantò i ruoli di Cascart, De Siriex e Figaro.
Nel 1901 fece la sua prima esibizione fuori dall'Italia al Teatro Nazionale di Bucarest nel ruolo di Silvio.  Dal 1901 al 1903 cantò al Teatro Nacional de São Carlos di Lisbona, interpretando Caoudal nel Sapho di Massenet, e riprendendo i ruoli di De Siriex, Marcello e Silvio.  Nel 1902 debuttò in Sud America come Figaro al Teatro Apollo di Rio de Janeiro, seguito da una rappresentazione al Teatro Santana di San Paolo.  Nel 1903-1904 cantò all'Opera di Odessa, dove apparve come Caoudal, Figaro e Marcello. Nel 1905 interpretò i ruoli di De Siriex ed Elio al Théâtre de la Ville di Parigi.  Nel 1908 cantò nel ruolo di Cascart per il suo debutto al Teatro Nazionale di São João, e in numerose opere al Teatro Comunale di Santiago in Cile.  Nel 1910 interpretò il ruolo di Scarpia nella Tosca di Puccini al Teatro Parisiana di Alessandria, in Egitto.  Nel 1910 entrò a far parte della Chicago Grand Opera Company con la quale si recò spesso in tournée nella città di Filadelfia per esibizioni al Metropolitan Opera House di Filadelfia. Rimase con quella compagnia per tutto il 1912, interpretando ruoli come Amonasro in Aida, Conte di Luna in Rigoletto, Conte Gil in Il segreto di Susanna, Lord Enrico Asthon in Lucia di Lammermoor e Silvio in Pagliacci, tra gli altri. Morì di nefrite a Napoli nel 1913. Era sposato con il soprano Isabella Orbellini.